# Humira Saqib
Humira Saqib (Cabul, 1980) é uma jornalista afegã e ativista dos direitos humanos das mulheres. Ela é uma das principais ativistas que, por meio de seus artigos na revista Negah-e-Zan (Uma Visão das Mulheres) e na Agência de Notícias da Mulher Afegã, tem protestado contra formas extremas de assédio contra as mulheres em seu país radicalmente islâmico. Ela diz que o parlamento deve promulgar leis para "Eliminação da Violência contra as Mulheres e aplicá-la vigorosamente ... A educação também é uma chave para mudar as mentalidades em torno dos papéis das mulheres na sociedade". Ela é agora se esforça para promover os direitos das mulheres, trabalhando para a agência de notícias feminina como redatora e editora.

## Biografia
Saqeb nasceu no Afeganistão em 1980. De acordo com a prática predominante no país, seus pais a casaram quando ainda era adolescente. Ela estava feliz com o casamento e teve três filhas ainda na casa dos 20 anos. Ao mesmo tempo, ela concluiu sua educação universitária e se formou em psicologia na Universidade de Cabul, pois seu marido a apoiava. Ela se considerava afortunada a este respeito, pois em seu país, uma sociedade muito patriarcal, apenas os meninos tinham preferência pela educação em escolas públicas ou privadas, enquanto as meninas eram em sua maioria ignoradas.
Saqib começou a publicação da revista Negah-e-Zan (Uma Visão das Mulheres) em Cabul em maio de 2010 com a intenção de educar as mulheres em seu país sobre seus direitos e “dizer às mulheres que temos grandes ideias e a capacidade de torná-las ideias uma realidade". Ela publicou duas edições da revista (cerca de 3.000 cópias) e as distribuiu gratuitamente para pessoas importantes, entre a pequena minoria de mulheres instruídas (apenas cerca de 20% alfabetizadas de acordo com estimativas da ONU) no país, e nas universidades e repartições públicas que conheciam os problemas das mulheres no país. Apenas dois números foram publicados em um período de 5 meses. Na primeira edição da revista ela fez uma crítica ao conselho religioso na província de Baghlan, no norte.
Ela se opôs à injunção do Conselho de Ulema, "a fatwas misógina", de restringir os direitos das mulheres ao declarar que as mulheres deveriam sair de casa apenas com a permissão do marido. Em uma edição, ela escreveu pequenas passagens sobre a época em que as mulheres gozavam de liberdade na década de 1920, quando a rainha Suraiya se apresentava ao público sem véu.
Em uma das contracapas da revista, ela havia ilustrado uma foto das mãos de uma mulher com uma palma mostrando a escrita "homem" e a outra como "mulher". As publicações de sua revista foram consideradas "radicais" e resultaram em ações agressivas por parte dos homens que se opunham a tal publicação por uma mulher. Ela foi ameaçada várias vezes por telefone e sua filha de 10 anos foi maltratada. Houve até uma tentativa de sequestrá-la. Suas queixas à polícia e à administração não receberam nenhuma resposta de apoio. Os agressores chegaram a dizer-lhe "pare com essa revista ou vamos pará-la ... fique em casa com seus filhos, publicar revista não é trabalho para mulher". Consequentemente, temendo por sua vida, ela se mudou para o Tajiquistão por um ano, em 2011, onde era seguro viver.
Em 2013, Saqib voltou a Cabul para continuar sua agitação, mas sem assumir nenhuma postura pública. Ela agora dirige a agência de notícias de Cabul com o objetivo de alcançar igualdade de gênero e justiça. Além das questões femininas, sua agitação também é para conseguir que uma lei habilitadora seja aprovada pelo Parlamento para eliminar a violência contra as mulheres e possibilitar sua maior participação no governo e na política. Ela também está buscando ações para impedir a discriminação contra seus colegas. Ela está representada no Comitê para a "Participação Política das Mulheres Afegãs".